# Sinal de relógio

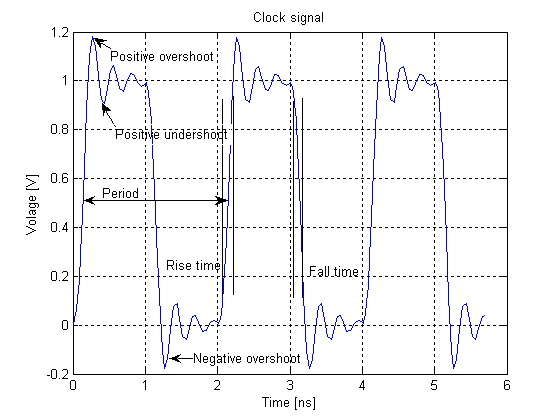
Sinal de clock e legenda.

Em eletrônica e especialmente em circuitos digitais síncronos, um sinal de clock ou sinal de relógio (em inglês, clock signal) (historicamente também conhecido como logic beat) é um sinal lógico eletrônico (tensão ou corrente) que oscila entre um estado alto e baixo em uma frequência constante e é usado como um metrônomo para sincronizar ações de circuitos digitais. Num circuito lógico síncrono, o tipo mais comum de circuito digital, o sinal de clock é aplicado a todos os dispositivos de armazenamento, flip-flops e latches, e faz com que todos mudem de estado simultaneamente, evitando condições de corrida.
Um sinal de clock é produzido por um oscilador eletrônico denominado gerador de clock. O sinal de clock mais comum tem a forma de onda quadrada com ciclo de trabalho de 50%. Os circuitos que usam o sinal de clock para sincronização podem se tornar ativos na borda ascendente, na borda descendente ou, no caso de taxa de dados dupla, tanto na borda ascendente quanto na borda descendente do ciclo do clock.

## Circuitos digitais

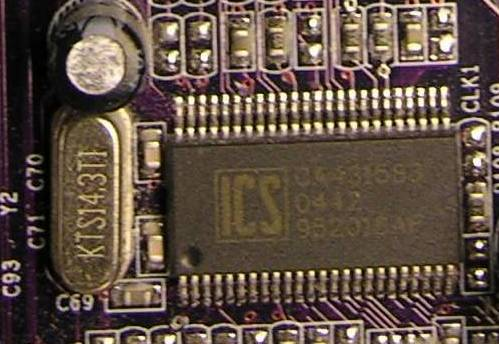
Cristal e CI gerador de frequência (clock) numa placa-mãe de computador.

A maioria dos circuitos integrados (ICs) de complexidade suficiente usa um sinal de clock para sincronizar diferentes partes do circuito, ciclando a uma taxa mais lenta do que os atrasos de propagação interna do pior caso. Em alguns casos, é necessário mais de um ciclo de clock para executar uma ação previsível. À medida que os ICs se tornam mais complexos, o problema de fornecer clocks precisos e sincronizados para todos os circuitos torna-se cada vez mais difícil. O exemplo proeminente de tais chips complexos é o microprocessador, o componente central dos computadores modernos, que depende de um clock de um oscilador de cristal. As únicas exceções são circuitos assíncronos, como CPUs assíncronas.
Um sinal de clock também pode ser bloqueado, isto é, combinado com um sinal de controle que ativa ou desativa o sinal de clock para uma determinada parte de um circuito. Esta técnica é frequentemente usada para economizar energia, desligando efetivamente partes de um circuito digital quando não estão em uso, mas tem um custo de maior complexidade na análise de temporização.

### Clock monofásico
A maioria dos circuitos síncronos modernos usa apenas um "clock monofásico" - em outras palavras, todos os sinais de clock são (efetivamente) transmitidos em 1 fio.

### Clock bifásico
Em circuitos síncronos, um “clock bifásico” refere-se a sinais de clock distribuídos em 2 fios, cada um com pulsos não sobrepostos. Tradicionalmente, um fio é chamado de "fase 1" ou "φ1" (phi 1), o outro fio carrega o sinal de "fase 2" ou "φ2". Como as duas fases são garantidamente não sobrepostas, travas fechadas em vez de flip-flops acionados por borda podem ser usadas para armazenar informações de estado, desde que as entradas para travas em apenas uma fase dependem das saídas das travas na outra fase. Como uma trava fechada usa apenas quatro portas versus seis portas para um flip-flop acionado por borda, um clock de duas fases pode levar a um projeto com uma contagem geral de portas menor, mas geralmente com alguma penalidade na dificuldade e no desempenho do projeto.
Os CIs semicondutores de óxido metálico (MOS) normalmente usavam sinais de clock duplo (um clock bifásico) na década de 1970. Eles foram gerados externamente para os microprocessadores Motorola 6800 e Intel 8080. A próxima geração de microprocessadores incorporou a geração de clock no chip. O 8080 usa um clock de 2 MHz, mas a taxa de transferência de processamento é semelhante à do 6800 de 1 MHz. O 8080 requer mais ciclos de clock para executar uma instrução do processador. O 6800 tem um clock mínimo de 100 kHz e o 8080 tem um clock mínimo de 500 kHz. Versões de maior velocidade de ambos os microprocessadores foram lançadas em 1976.
O 6501 requer um gerador de clock bifásico externo. O MOS Technology 6502 usa a mesma lógica bifásica internamente, mas também inclui um gerador de clock bifásico no chip, portanto, ele só precisa de uma entrada de clock monofásica, simplificando o design do sistema.

### Clock de 4 fases
Alguns circuitos integrados antigos usam lógica quadrifásica, exigindo uma entrada de clock de quatro fases que consiste em quatro sinais de clock separados e não sobrepostos. Isso era particularmente comum entre os primeiros microprocessadores, como o National Semiconductor IMP-16, Texas Instruments TMS9900 e o chipset Western Digital WD16 usado no DEC LSI-11.
Os clocks de quatro fases raramente têm sido usados em processadores CMOS mais recentes, como o microprocessador DEC WRL MultiTitan, e na tecnologia Fast14 da Intrinsity. A maioria dos microprocessadores e microcontroladores modernos usa um clock monofásico.

### Multiplicador de clock
Muitos microcomputadores modernos usam um "multiplicador de clock" que multiplica um clock externo de frequência mais baixa pela taxa de clock apropriada do microprocessador. Isso permite que a CPU opere em uma frequência muito mais alta que o resto do computador, o que proporciona ganhos de desempenho em situações onde a CPU não precisa esperar por um fator externo (como memória ou entrada/saída).

### Alteração dinâmica de frequência
A grande maioria dos dispositivos digitais não requer um clock com frequência fixa e constante. Desde que os períodos mínimo e máximo do clock sejam respeitados, o tempo entre os extremos do clock pode variar amplamente de um extremo para o outro e vice-versa. Esses dispositivos digitais funcionam igualmente bem com um gerador de clock que altera dinamicamente sua frequência, como geração de clock de espectro espalhado, escala de frequência dinâmica, etc. Dispositivos que usam lógica estática nem sequer possuem um período máximo de clock (ou em outras palavras, frequência mínima de clock); esses dispositivos podem ser desacelerados e pausados indefinidamente e, em seguida, retomados na velocidade máxima do clock a qualquer momento.

## Outros circuitos
Alguns circuitos de sinais mistos sensíveis, como conversores de precisão analógico-digital em vez de ondas quadradas como sinais de clock, porque ondas quadradas contêm alta frequência ondas senoidais, use que podem interferir no circuito analógico e causar ruído. Esses clocks de onda senoidal geralmente são sinais diferenciais, porque esse tipo de sinal tem o dobro da taxa de variação e, portanto, metade da incerteza de temporização de um sinal de terminação única com a mesma faixa de tensão. Os sinais diferenciais irradiam menos fortemente do que uma única linha. Alternativamente, uma única linha blindada por linhas de energia e terra pode ser usada.
Em circuitos CMOS, as capacitâncias das portas são carregadas e descarregadas continuamente. Um capacitor não dissipa energia, mas energia é desperdiçada nos transistores de acionamento. Na computação reversível, indutores podem ser usados para armazenar essa energia e reduzir a perda de energia, mas tendem a ser bastante grandes. Alternativamente, usando um clock de onda senoidal, portas de transmissão CMOS e técnicas de economia de energia, os requisitos de energia podem ser reduzidos.[carece de fontes?]

## Distribuição
A maneira mais eficaz de levar o sinal de clock a todas as partes de um chip que precisam dele, com a inclinação mais baixa, é um metal grade. Em um microprocessador grande, a potência usada para acionar o sinal de clock pode ser superior a 30% da potência total usada por todo o chip. Toda a estrutura com as portas nas extremidades e todos os amplificadores entre elas devem ser carregadas e descarregadas a cada ciclo. Para economizar energia, o clock gating desliga temporariamente parte da árvore.
A rede de distribuição de clock (ou árvore de clock, quando esta rede forma uma árvore como uma árvore H) distribui o(s) sinal(s) de clock de um ponto comum para todos os elementos que dele necessitam. Como esta função é vital para a operação de um sistema síncrono, muita atenção tem sido dada às características desses sinais de clock e às redes elétricas utilizadas em seus distribuição. Os sinais de clock são frequentemente considerados simples sinais de controle; entretanto, esses sinais possuem algumas características e atributos muito especiais.
Os sinais de clock normalmente são carregados com o maior fanout e operam nas velocidades mais altas de qualquer sinal dentro do sistema síncrono. Como os sinais de dados são fornecidos com uma referência temporal pelos sinais de clock, as formas de onda do clock devem ser particularmente limpas e nítidas. Além disso, esses sinais de clock são particularmente afetados pela expansão tecnológica (veja a lei de Moore), nesse longo interconexão global tornam-se significativamente mais resistentes à medida que as dimensões da linha diminuem. Este aumento na resistência da linha é uma das principais razões para a crescente importância da distribuição do clock no desempenho síncrono. Finalmente, o controle de eventuais diferenças e incertezas nos tempos de chegada dos sinais de clock podem limitar severamente o desempenho máximo de todo o sistema e criar condições de corrida catastróficas nas quais um sinal de dados incorreto pode travar em um registro.
A maioria dos sistemas síncronos digitais consistem em bancos em cascata de sequências com lógica combinacional entre cada conjunto de registradores. Os requisitos funcionais do sistema digital são satisfeitos pelos estágios lógicos. Cada estágio lógico introduz atraso que afeta o desempenho de temporização, e o desempenho de temporização do projeto digital pode ser avaliado em relação aos requisitos de temporização por meio de uma análise de temporização. Frequentemente, deve-se fazer uma consideração especial para atender aos requisitos de tempo. Por exemplo, os requisitos de desempenho global e tempo local podem ser satisfeitos pela inserção cuidadosa de registros de pipeline em janelas de tempo igualmente espaçadas para satisfazer o pior caso crítico restrições de timing. O projeto adequado da rede de distribuição de clock ajuda a garantir que os requisitos críticos de temporização sejam satisfeitos e que não existam condições de corrida (consulte também distorção de clock).
Os componentes de atraso que constituem um sistema síncrono geral são compostos pelos seguintes três subsistemas individuais: os elementos de armazenamento de memória, os elementos lógicos e o circuito de clock e a rede de distribuição.
Novas estruturas estão actualmente em desenvolvimento para melhorar estes problemas e fornecer soluções eficazes. Áreas importantes de pesquisa incluem técnicas de clock ressonante ("malha de clock ressonante"), interconexão óptica no chip e metodologias de sincronização local.